# Darien Nelson-Henry
Darien Nelson-Henry (ur. 17 lutego 1994 w Kirkland) – amerykański koszykarz, występujący na pozycji środkowego, obecnie UBSC Raiffeisen Graz.
7 sierpnia 2016 roku został zawodnikiem Siarki Tarnobrzeg. 24 listopada 2016 roku został zwolniony przez klub. 24 lipca 2017 podpisał umowę z austriackim UBSC Raiffeisen Graz.

## Osiągnięcia
Stan na 11 sierpnia 2016, na podstawie, o ile nie zaznaczono inaczej.
NCAA
- Zaliczony do II składu Ivy League (2016)